# Cobden-Vertrag
Der Cobden-Vertrag (auch Cobden-Chevalier-Vertrag genannt) war ein 1860 geschlossener Handelsvertrag zwischen Frankreich und Großbritannien.
Der Vertrag ist benannt nach dem Unternehmer und Politiker Richard Cobden, der zu seinem Zustandekommen maßgeblich beigetragen hatte. Auf französischer Seite war Michel Chevalier dessen Hauptverhandlungspartner. Die Vereinbarung sah im Handelsverkehr beider Länder die Meistbegünstigung vor. Die beiden Vertragspartner verpflichteten sich damit, dem jeweils anderen diejenigen Handelsvorteile insbesondere Zollvorteile einzuräumen, die sie Drittstaaten gewähren würden.
In der Folge des Vertrages reduzierte Frankreich seine Zölle auf britische Importe in zwei Schritten deutlich. Großbritannien schaffte Zölle im Handel mit Frankreich ganz ab. Der Vertrag gilt als ein zentrales Kernstück für eine liberale Handels- und Wirtschaftspolitik im 19. Jahrhundert. Er führte zum Sinken der Zölle und zu einem weitgehenden Freihandel zwischen beiden Ländern. Ein vergleichbares Abkommen wurde zwischen Frankreich und dem Deutschen Zollverein am 29. März 1862 geschlossen. Später kamen weitere Staaten wie Belgien, Italien und die Schweiz hinzu. Die Folge war ein europaweites Sinken vieler Zollsätze.
Nach der Reichsgründung 1871 erlebte die deutsche Wirtschaft zunächst den Gründerboom und dann 1873 den Gründerkrach.
Viele Industriebetriebe hatten Überkapazitäten; die Preise für Eisen und Stahl verfielen. Billiges Getreide aus Amerika und Russland drückte auf den Markt, viele ostelbische Junker hatten wirtschaftliche Schwierigkeiten. Sie wechselten ihre Position und forderten Protektionismus statt Freihandel.
Reichskanzler Otto von Bismarck vollzog 1878 eine zollpolitische Wende zum Protektionismus. Das Reich führte Importzölle auf Eisen, Getreide, Holz und Vieh ein. Bismarck wollte mit den Zöllen auch die Staatseinnahmen erhöhen. Innenpolitisch schwenkte Bismarck von den Nationalliberalen, die eine Freihandelspolitik unterstützt hatten, zu Zentrumspartei und Konservativen um.
In den 1880er Jahren gewann der Protektionismus auch in anderen Staaten wieder an Bedeutung. Frankreich beendete den Cobden-Vertrag 1892 zugunsten des Méline-Zolls; die Zölle auf Agrarprodukte stiegen von 3,3 % (1881–84) auf 21,3 % (1893–95).
Im Wesentlichen hielt nur noch Großbritannien am Freihandel fest.
Die Zölle wurden durch den massiven Verfall der Transportpreise überkompensiert.
Zum Beispiel transportierten Eisenbahnen und Dampfschiffe Getreide aus dem Mittleren Westen der USA (Grain Belt) günstiger nach Europa, so dass Bismarcks Zölle die Importe nur leicht bremsten.